# ГЕС Jíshā
ГЕС Jíshā (吉沙水电站) — гідроелектростанція на півдні Китаю у провінції Юньнань. Знаходячись між ГЕС Xiǎozhōngdiān (15 МВт, вище по течії) та ГЕС Diàojiāngyán (25 МВт), входить до складу каскаду на річці Shuòduōgǎng, лівій притоці Дзинша (верхня течія Янцзи). 
В межах проекту річку перекрили бетонною греблею висотою 36 метрів та довжиною 75 метрів, яка утримує водосховище з об’ємом 2,5 млн м3 і корисним об’ємом 1 млн м3. Зі сховища ресурс спрямовується до прокладеного у лівобережному гірському масиві дериваційного тунелю довжиною біля 15 км, котрий транспортує його до розташованого нижче по течії наземного машинного залу. 
Основне обладнання станції становлять дві турбіни типу Пелтон потужністю по 60 МВт, які використовують напір у 485 метрів та забезпечують виробництво 563 млн кВт-год електроенергії на рік.